# Pulvinaria marmorata
Pulvinaria marmorata är en insektsart som beskrevs av Cockerell 1898. Pulvinaria marmorata ingår i släktet Pulvinaria och familjen skålsköldlöss. Inga underarter finns listade i Catalogue of Life.